# Borstspenört
Borstspenört (Silphiodaucus hispidus) är en växtart i släktet Silphiodaucus och familjen flockblommiga växter. Den beskrevs först av Friedrich August Marschall von Bieberstein och fick sitt nu gällande namn av Krzysztof Spalik, Aneta Wojewódzka, Łukasz Banasiak, Marcin Piwczyński & Jean-Pierre Reduron 2016.
Arten är en perenn ört som förekommer från Ukraina över Kaukasus till Turkiet.